# Love Don’t Let Me Go (Walking Away)
Love Don’t Let Me Go (Walking Away) – piosenka electro house stworzona przez Davida Guettę, Neda Scotta, Benjia Vaughana, Chrisa Willisa, Jeana-Charlesa Carré, Joachima Garrauda, Maffa Scotta i Matta White’a na trzeci album studyjny Guetty, Pop Life (2007). Utwór wydano jako singel dnia 14 sierpnia 2006.
Utwór to mash-up singla „Walking Away” grupy The Egg z wokalem pochodzącym z piosenki „Love Don’t Let Me Go” Davida Guetty. Piosenkę wykorzystano w reklamie samochodu Citroën C4.

## Pozycje na listach
| Lista przebojów               | Najwyższa pozycja |
| ----------------------------- | ----------------- |
| Australia Singles Chart       | 32                |
| Austria Singles Chart         | 74                |
| Belgia Singles Chart          | 42                |
| Finlandia Singles Chart       | 13                |
| Francja Singles Chart         | 11                |
| Niemcy Singles Chart          | 50                |
| Irlandia Singles Chart        | 12                |
| Włochy Singles Chart          | 9                 |
| Hiszpania Singles Chart       | 1                 |
| Portugalia Singles Chart      | 2                 |
| Szwajcaria Singles Chart      | 19                |
| Szwecja Singles Chart         | 23                |
| Wielka Brytania Singles Chart | 3                 |
| World Singles Chart           | 34                |